# Ulm (Baden-Württemberg)
Ulm is een Stadtkreis in de Duitse deelstaat Baden-Württemberg. Op 31 december 2020 telde de stad 126.405 inwoners op een oppervlakte van 118,69 km². De stad ligt aan de Donau, die vanaf hier bevaarbaar is, bij de monding van de Iller. Beide rivieren vormen hier de grens met Beieren. Aan de overkant van de Donau ligt de stad Neu-Ulm, waarmee Ulm een dubbelstad vormt.
Ulm is beroemd vanwege de hoogste kerktoren ter wereld (die van de gotische munsterkerk, 161,5 m hoog, voltooid in 1890) en als geboortestad van Albert Einstein, die er werd geboren op 14 maart 1879.

## Stadsdelen

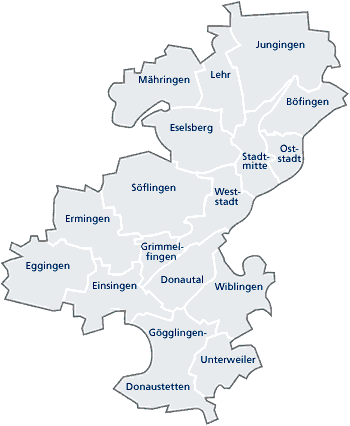
De stadsdelen van Ulm

## Geschiedenis
Na 1850 kwam Ulm door de aanleg van de Schwäbische Eisenbahn (Stuttgart-Friedrichshafen) opnieuw tot ontwikkeling. In de Tweede Wereldoorlog leed de stad grote schade, maar de munsterkerk bleef gespaard.
Ulm is sinds 1967 universiteitsstad.
Zie voor geschiedenis verder Rijksstad Ulm.

## Stadsbeeld
Ulm ligt grotendeels op de linkeroever van de Donau. De historische binnenstad, een van de grootste in Zuid-Duitsland, leed tijdens de Tweede Wereldoorlog grote schade. Een groot deel van de binnenstad bestaat sindsdien uit naoorlogse gebouwen. Enkele zwaar beschadigde gebouwen werden geheel of gedeeltelijk herbouwd. Daartoe behoren het raadhuis (1370, raadhuis sinds 1419) en het Schwörhaus uit 1612. De gotische munsterkerk leed weinig schade.
De bouw van de munsterkerk, die zich in het noorden van het centrum bevindt, begon in 1377. Het gebouw met zijn hoogste kerktoren ter wereld werd pas in 1890 voltooid. De munsterkerk kwam in 1530 in protestantse handen en heeft daarmee een tweede record in handen: het is de grootste protestantse kerk ter wereld.
Op de Münsterplatz bevindt zich het eigentijdse stadhuis (het Stadthaus), dat is ontworpen door de Amerikaan Richard Meier, wiens Haagse stadhuis uit dezelfde periode dateert.

## Kunst en cultuur

### Musea
- Kunsthalle Weishaupt
- Museum Ulm

### Beeldenroute
- Kunstpfad Universität Ulm, een beeldenroute op de campus van de Universiteit van Ulm

## Ulmer Spatz
Als symbool van Ulm geldt de mus. De Ulmer Spatz zou volgens een 19de-eeuwse legende behulpzaam zijn geweest bij het bouwen van de munsterkerk, door met een takje in zijn snavel aan te geven hoe houten balken de nauwe stadspoort door moesten: ze moesten namelijk niet overdwars op de wagens worden gelegd, maar in de lengte.

## Stedenbanden
- Jinotega (Nicaragua)

## Geboren in Ulm
- Hans Daucher (1486-1538), beeldhouwer en houtsnijder
- Nikolaus Federmann (1506-1542), avonturier en conquistador
- Sebastian Anton Scherer (1631-1712), componist
- Conrad Dietrich Magirus (1824-1895), grondlegger van Magirus-Deutz brandweer- en vrachtwagenfabriek
- Albert Einstein (1879-1955), theoretisch natuurkundige, uitvinder, toegepast wiskundige en Nobelprijswinnaar (1921)
- Karl Kässbohrer (1901-1973), ondernemer, oprichter van de fabrikant van autobussen en touringcars Setra
- Hildegard Knef (1925-2002), zangeres, actrice, schrijfster
- Mike Krüger (1951), zanger, komiek, acteur en cabaretier
- Christof Wackernagel (1951), schrijver, acteur en voormalig lid van de Rote Armee Fraktion
- Dieter Hoeneß (1953), voetballer en trainer
- Marc Forster (1969), Zwitsers filmregisseur
- Balian Buschbaum (voorheen Yvonne Buschbaum) (1980), polsstokhoogspringer
- Maximilian Reinelt (1988-2019), roeier
- Johannes Adamietz (1998), wielrenner